# 장경식
장경식(張敬植, 1958년 1월 1일 ~ )은 대한민국 경상북도의회 의원이다.

## 경력
- 한국재능기부봉사단 고문
- 현대제철 새마을금고 이사장
- 경북생명의 숲 상임고문
- 월드그린에너지포럼 고문
- 대구경북경제자유구역청 조합회의 의장
- 2006년 7월 1일 ~ 2010년 6월 30일 : 제8대 경상북도의회 의원
- 2010년 7월 1일 ~ 2014년 6월 30일 : 제9대 경상북도의회 의원
  - 제9대 경상북도의회 기획경제위원회 위원장
  - 제9대 경상북도의회 국제과학비즈니스벨트유치특별위원회 위원장
  - 제9대 경상북도의회 독도수호특별위원회 위원장
- 2014년 7월 1일 ~ 2018년 6월 30일 : 제10대 경상북도의회 의원
  - 2014.07 ~ 2016.06 : 제10대 경상북도의회 전반기 부의장
  - 제10대 경상북도의회 전반기 교육위원회 위원
  - 제10대 경상북도의회 기획경제위원회 위원
  - 제10대 경상북도의회 독도수호특별위원회 위원
- 2018년 7월 1일 ~ 현재 : 제11대 경상북도의회 의원
  - 2018.07 ~ 2020.06 : 제11대 경상북도의회 전반기 의장
  - 제11대 경상북도의회 행정보건복지위원회 위원
  - 제11대 경상북도의회 독도수호특별위원회 위원
- 2018.08 ~ 2019.08 : 제16대 전국시도의회의장협의회 전반기 수석부회장
- 2019.08 ~ 2020.06 : 제16대 전국시도의회의장협의회 후반기 고문

## 역대 선거 결과
|  | 74.34% |

|  | 72.64% |

|  | 0% |

|  | 62.32% |